# 29348 Criswick
29348 Criswick (1995 FD) là một tiểu hành tinh vành đai chính đặt tên theo John Criswick. Nó được phát hiện ngày 28 tháng 3 năm 1995 bởi D. D. Balam ở Climenhaga Observatory of the University of Victoria.